# Skoltebyen
Skoltebyen (norwegisch „Stadt der Skoltsamen“) oder Sääʹmsijdd (skoltsamisch „Samendorf“) wird der historische Dorfkern des Ortes Neiden in der Kommune Sør-Varanger (Region Finnmark) in Norwegen genannt, der seit 2000 als Kulturdenkmal Norwegens  unter staatlichem Schutz steht. Es ist eines der ursprünglichen Siedlungsorte der Skoltsamen und wird von Äʹvv skoltsamisches Museum verwaltet. Das Kulturdenkmal liegt im Zentrum von Neiden zwischen der Europastraße 6 und dem Fluss Neidenelva in der Nähe der Brücke über die Stromschnellen Skoltefossen und der Mündung der Straße Rv 893 (aus Finnland).

## Hintergrund

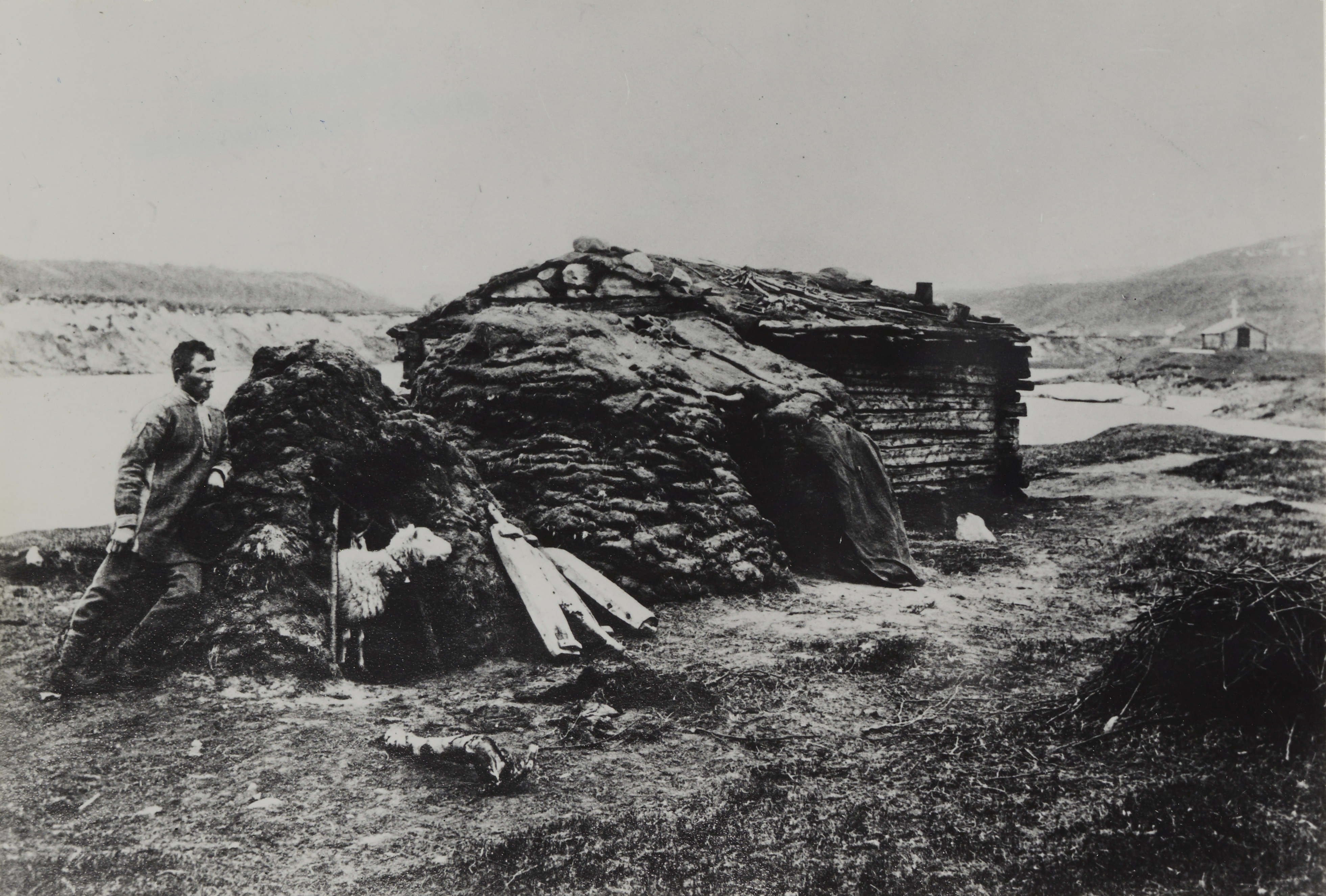
Skoltsamen vor ihrer Hütte in Skoltebyen, 1905. Foto: Ellisif Wessel

Skoltebyen ist der ursprüngliche Siedlungsteil der Kommune Neiden. Es diente ursprünglich im Frühling und Sommer als temporäres Siedlungsgebiet der ehemals halbnomadischen Skoltsamen, welche in der Umgebung von Neiden und des Flusses Munkelva siedelten. Die Skoltsamen gingen hier dem Lachsfischfang, dem Beerensammeln und der Ernte von Riedgras und Schachtelhalm nach.
Als nach dem Frieden von Fredrickshamn und nach Abtretung der finnischen Gebiete von Schweden an Russland im Jahr 1826  die Grenze zwischen Schweden und Russland gezogen wurde, waren die Skoltsamen auf zwei Nationen aufgeteilt und ihre ursprüngliche Bewegungsfreiheit durch die Nähe zur Grenze stark eingeschränkt. Skoltebyen wurde ab diesem Zeitpunkt zu einem permanenten Wohnsitz der Skoltsamen. Mit der Selbständigkeit Norwegens gehört Skoltebyen seit 1905 zu Norwegen.
Bemühungen zur Bewahrung der bedrohten Sprache und Kultur der Skoltsamen, die heute im Grenzbereich von Norwegen, Finnland und Russland leben, hatten im Rahmen eines bilateralen Projektes  zwischen Norwegen und Russland, das von 1997 bis 2001 durchgeführt wurde, zu Überlegungen geführt,  Maßnahmen für die Bewahrung des kulturellen Erbes der Skoltsamen zu ergreifen. Unter den Maßnahmen wurden die Erfassung, Dokumentation und Erforschung historischer Stätten und Handelsplätze der Skoltsamen im Nordnorwegen und in der Region Murmans Russlands diskutiert. Dies führte in Norwegen unter Einbeziehung der politischen Vertreter der Samen zu dem Beschluss, den ehemaligen skoltsamischen Siedlungsraum in Neiden zu bewahren und dort auch ein eigenes skoltsamisches Museum zu gründen.
Im Jahre 2000 wurde Skoltebyen durch das „Kulturdenkmalgesetz“ (Kulturminneloven) zu einem geschützten Areal ausgerufen, um seine historische und seine religiöse Bedeutung zu bewahren sowie seine landschaftliche Einheit zu schützen und darüber hinaus die Bewahrung und Weiterentwicklung der Kultur der Skoltsamen zu unterstützen. Der Bau des Museums verzögerte sich, dieses wurde erst im Juni 2017 eröffnet.

## Bestand des Kulturdenkmals

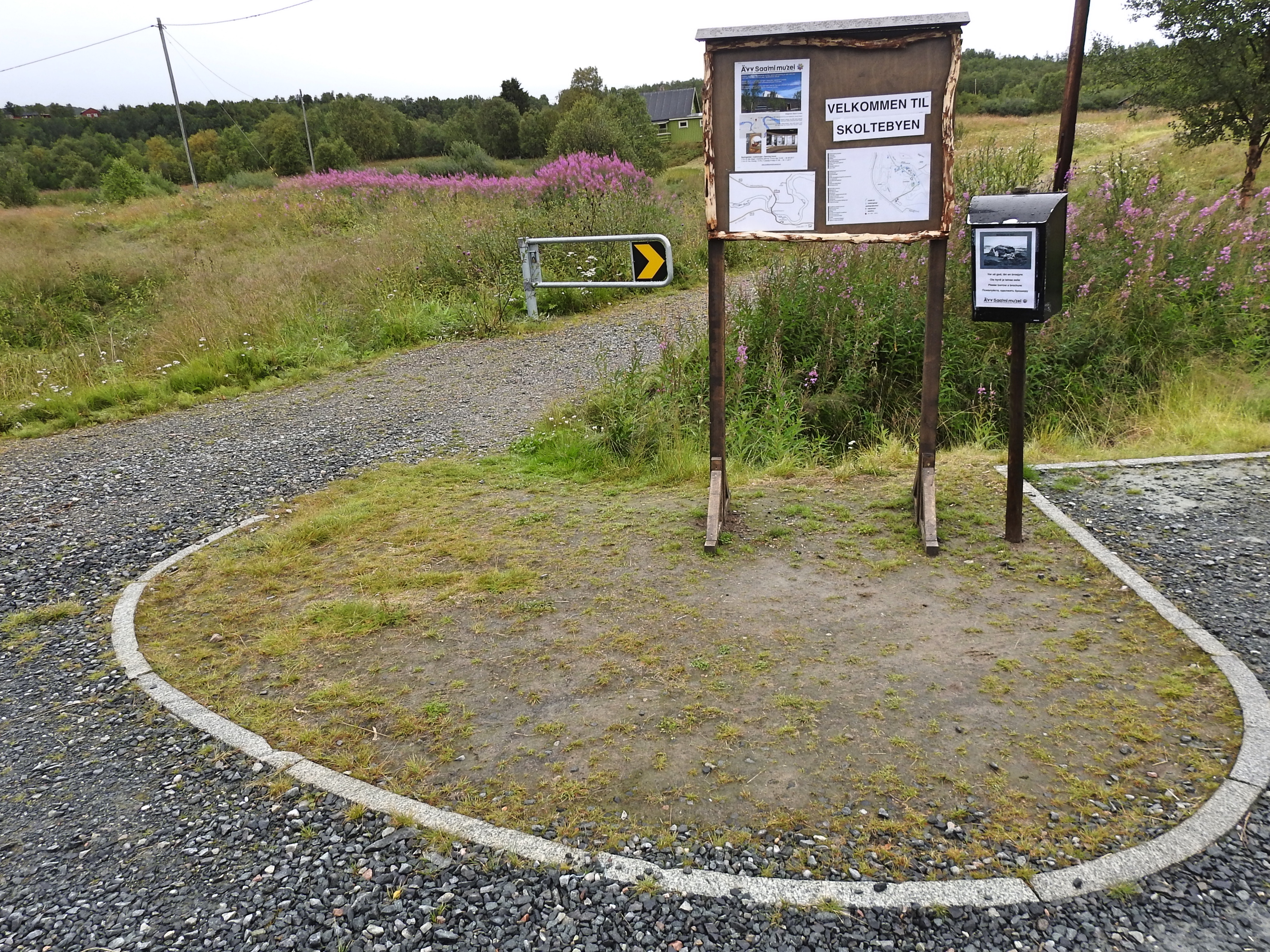
Eingang zum geschützten Naturdenkmal von Skoltebyen

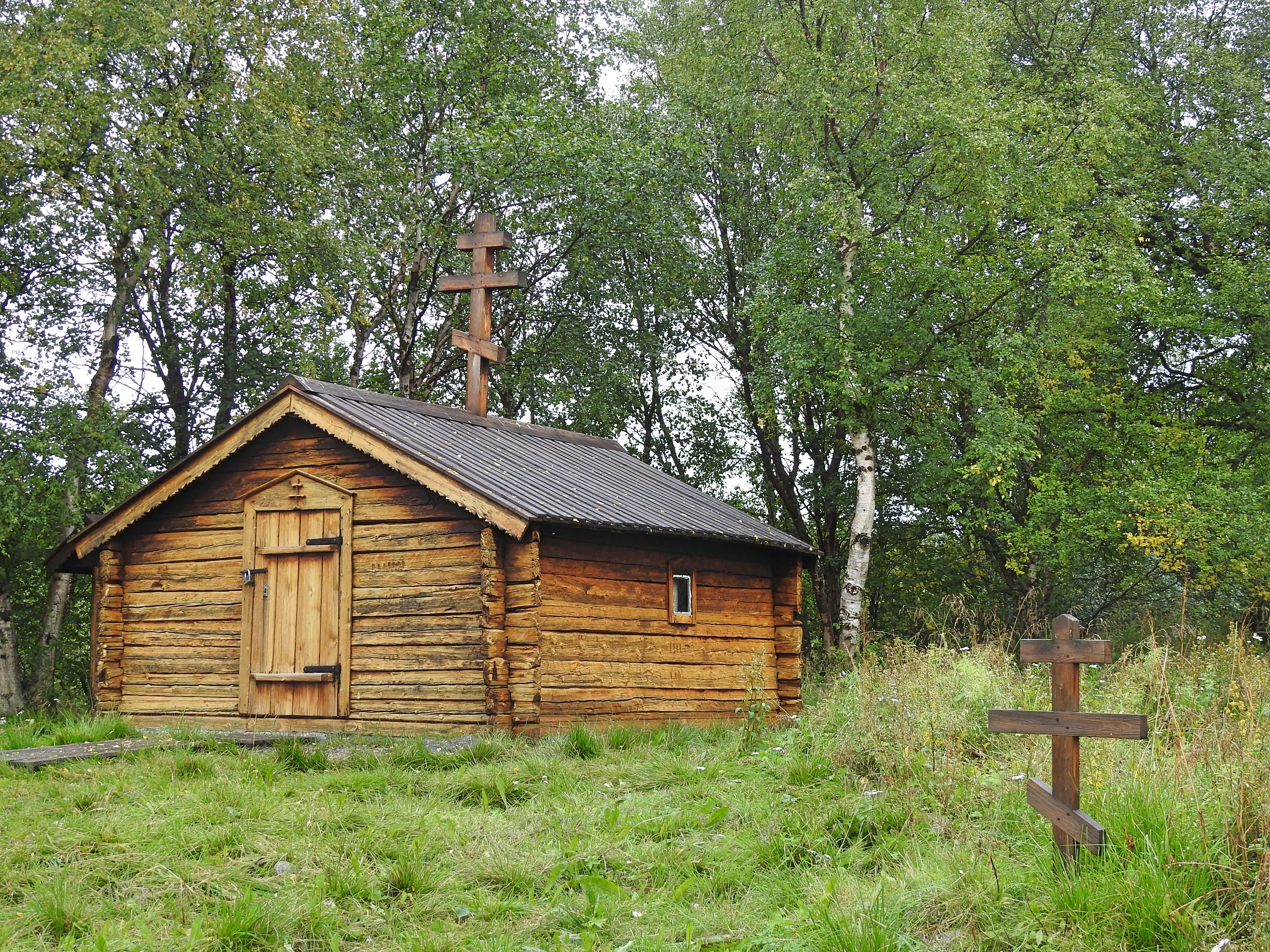
Friedhof rund um die St. Georgskapelle

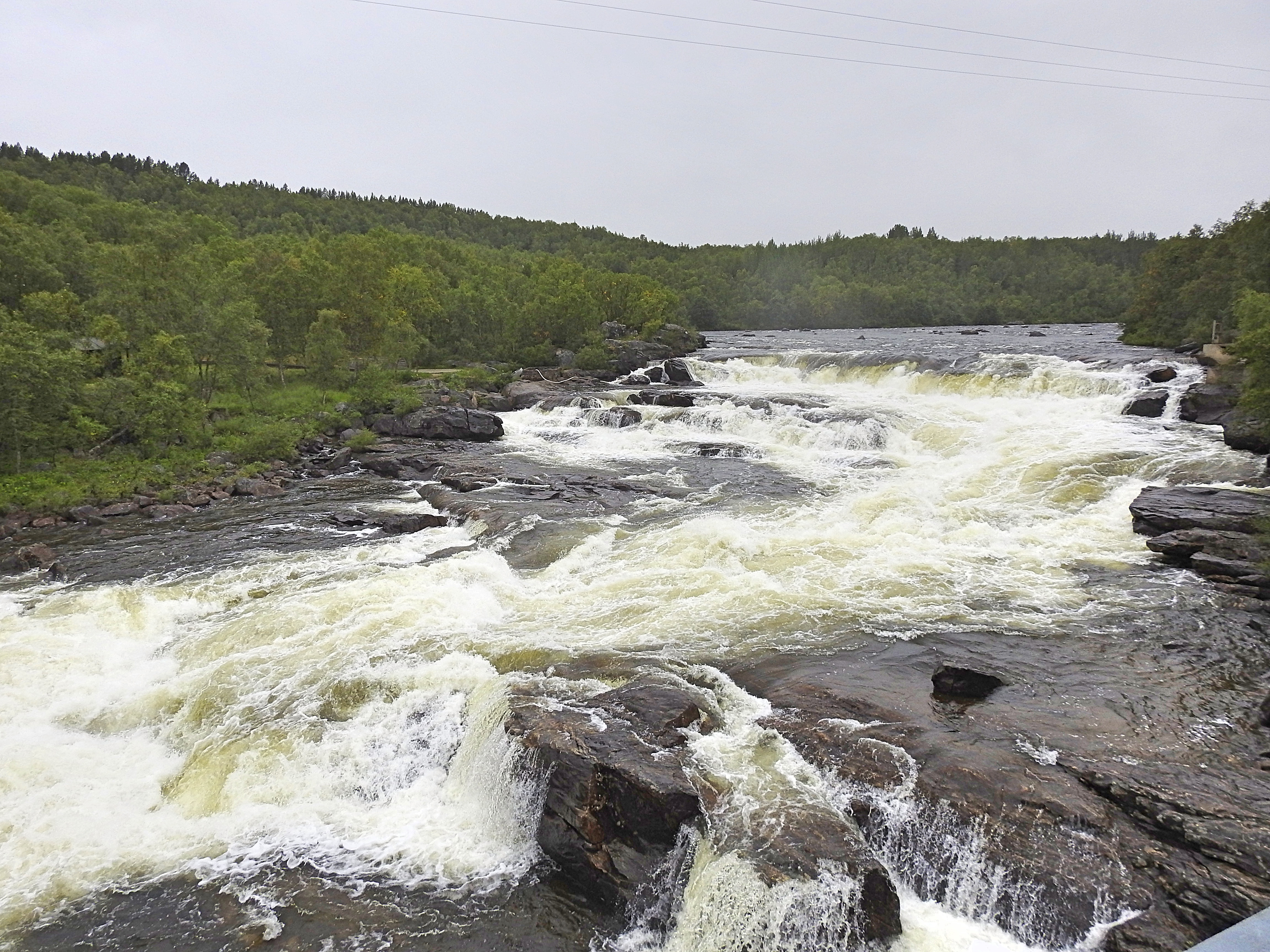
Skoltefossen, Stromschnelle im Fluss Neidenelva

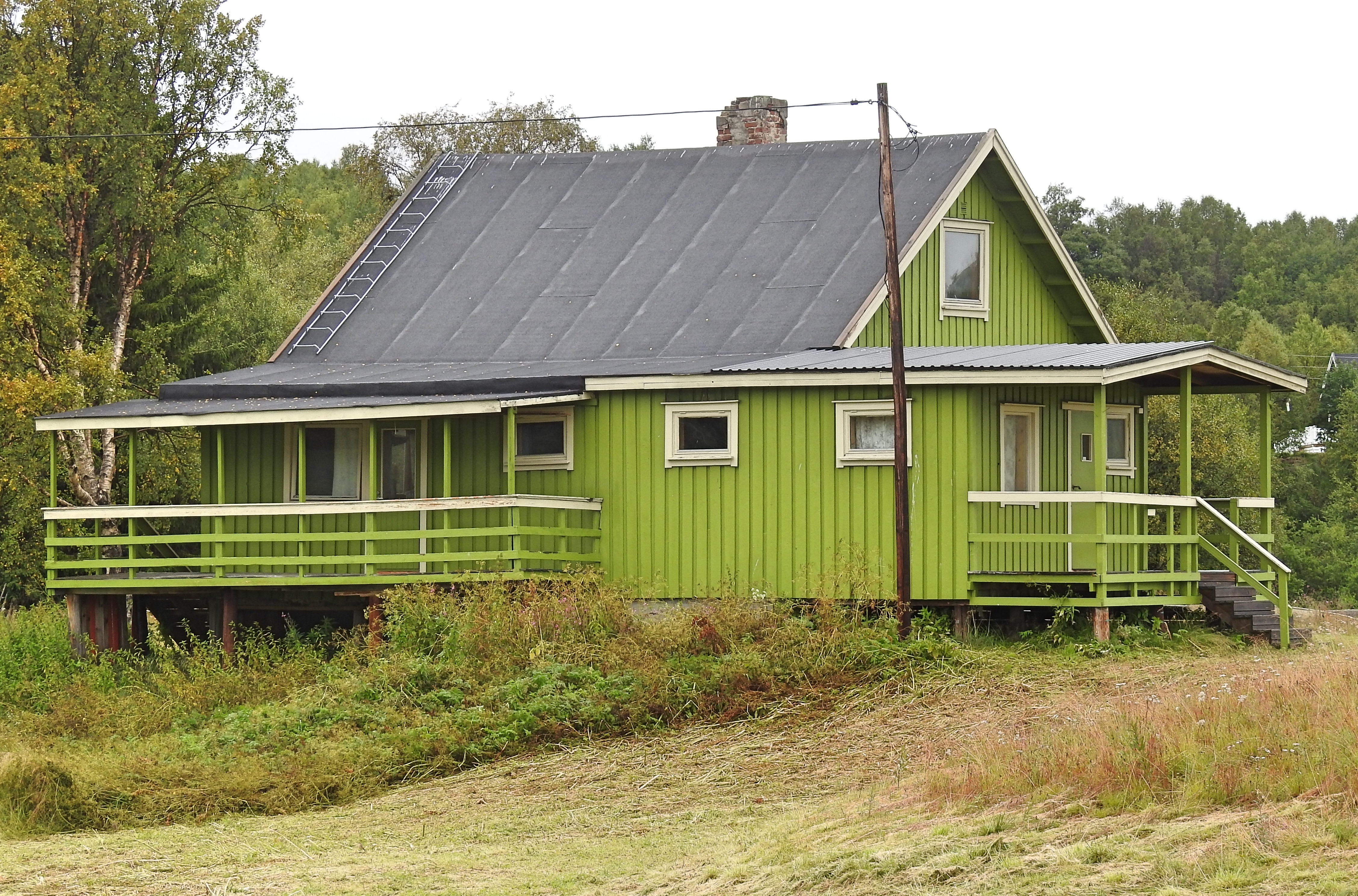
Bewohntes Haus auf dem Areal des Naturdenkmals von Skoltebyen

Das geschützte Areal beträgt 230.700 m² und umfasst ein Ensemble von rund hundert Denkmälern. Darunter befinden sich 5 geschützte Bauten, Spuren von Torfhütten, eingesunkene Holzfundamente und mehrere Grabstätten. Besonders erwähnenswert sind:
- Die nur 13 Quadratmeter kleine, russisch orthodoxe St.Georgs Kapelle, die 1565 von Missionar Tryphon vom Petschenga errichtet wurde und bis heute für Gottesdienste bzw. Taufen genutzt wird, besteht aus Holz und ist im Inneren mit einem Altar, einem Altarbild und mehreren Ikonen ausgestattet. Bekannt ist in diesem Zusammenhang die jährlich Ende August stattfindende Pilgerfahrt zu Ehren des Heiligen Tryphon, die die skoltsamischen Kirchen in Nellim, Sevettijärvi (beide in Finnland) und Skoltebyen verbindet.

- Einen skoltsamischer Friedhof befindet sich rund um die St. Georgs Kapelle und wurde bis an den Beginn des 20. Jahrhunderts genutzt. Es ist derzeit noch unbekannt, wie weit sich der Friedhof erstreckt bzw. wie alt er ist. Die Gräber sind meist als Einsenkungen im Boden zu erkennen.
- Eine Bestattungsstätte aus dem Jahr 2011, in der 94 Skelette wiederbegraben wurden, welche während einer anthropologischen Untersuchung 1915 ausgegraben und an das Anatomische Institut der Universität Oslo verbracht wurden. Vor dem Hintergrund von rassenbiologischen Überlegungen ging der norwegische Anatom Karl Emil Schreiner davon aus, dass die Samen Angehörige einer infantilen Proto-mongolischen Rasse seien, was mit den entsprechenden Knochenuntersuchungen der Skelette nachgewiesen werden sollte[2]. Die Wiederbestattung der Skelette im Jahr 2011 hatte in der Öffentlichkeit eine Kontroverse hinsichtlich ethischer Fragen der Wiederbestattung ausgelöst[3]. Die Datierung der Funde reichte in die vorchristliche Geschichte der Samen zurück.
- Ein Lagerhaus, das ursprünglich Ende des 19. Jahrhunderts in der Nähe von Paatsvik errichtet wurde, wurde 1965 in Skoltebyen wieder errichtet, ein zweites Lagerhaus, das ursprünglich als Wohnhaus errichtet wurde, befindet sich ebenfalls hier.
- Ebenso auf dem Gelände von Skloltebyen befindet sich ein großer Backofen für den Außenbereichauf dem Gelände von Skloltebyen. Der Ofen besteht aus Stein, das Innere ist mit Lehm verkleidet, die Steine sind mit Torf abgedeckt.
- Von den Bauten ist auch noch eine Torf-Sauna und das 1970 errichtete Haus der Familie Onteri erwähnenswert.

Vom Häuserbestand des Skoltebyen ist derzeit nur ein Haus bewohnt, bis 1980 lebten noch mehrere Familien auf dem Gelände.
Auch der Skoltefossen, eine Stromschnelle im Fluss Neidenelva gehört zum Schutzgebiet. Er liegt an einem der lachsreichsten Flüsse Norwegens, das dort übliche Fischen mit einem Wurfnetz (no. kastenotfiske, fi. käpälä) wurde ursprünglich von finnischen Siedlern in Neiden (→ siehe Kvenen) eingeführt, gilt aber als lokale Tradition der Neiden-Skoltsamen.
Für die Erhaltungsarbeiten am Gelände ist das Äʹvv Skoltsamische Museum verantwortlich, besonderes Augenmerk wird auf die Erhaltung der Landschaft gelegt, welche durch Freiwilligenarbeit von Jugendlichen im Sommer durchgeführt wird.